# Каполапијађа (Мачерата)
Каполапијађа (итал. Capolapiaggia) насеље је у Италији у округу Мачерата, региону Марке.
Према процени из 2011. у насељу је живело 73 становника. Насеље се налази на надморској висини од 627 м.